# Бургундський отель
Бургундський отель, Отель-де-Бурґонь (фр. Hôtel de Bourgogne) — французький театр. Заснований у Парижі 1548 року. Був першим паризьким публічним театром. На сцені його спочатку ставились світські містерії, мораліте, фарси, п'єси комедійно-сатиричного жанру, які критикували феодальну верхівку. З 1640-х років «Бургундський отель» — основний театр класицистичного напряму (трагедії Ж. Расіна, П. Корнеля). Провідні актори — Флорідор, М. Шанмеле, З. Монфлері та ін. У 1680 році на основі об'єднання «Бургундського готелю» з трупами Мольєра і театром «Маре» відкрито театр «Комеді Франсез».
Від будівлі театру залишилася лише вежа Жана Безстрашного.